# Mặt trận thống nhất

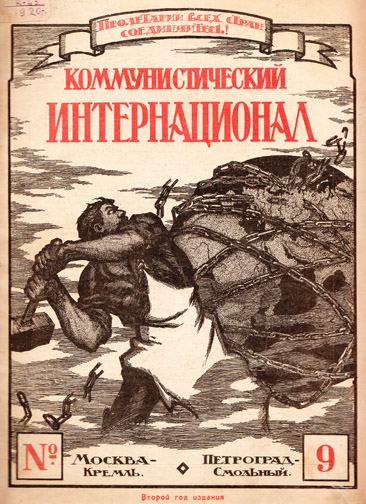
Trang bìa tạp chí "Quốc tế Cộng sản", tờ báo chính thức của Uỷ ban Trung ương Quốc tế Cộng sản, tổ chức đã đặt cơ sở lí luận cho Mặt trận thống nhất.

Mặt trận thống nhất (chữ Anh: United front, chữ Đức: Einheitsfront), hoặc gọi Chiến tuyến thống nhất, gọi tắt Thống chiến, là một loại phương thức đấu tranh chính trị do những người cộng sản chủ nghĩa (hoặc những người khác) chọn dùng, chỉ sự liên hiệp và đoàn kết lực lượng của đoàn thể chính trị và các ban ngành xã hội khác nhau, vì đồng nhất mục đích chính trị mà cùng nhau phấn đấu, lí luận cơ sở của nó do Quốc tế Cộng sản xác lập. Thông qua Mặt trận thống nhất, đảng viên Cộng sản được phép đoàn kết giai cấp công nông khác nhau, lật đổ thế lực tư bản chủ nghĩa thù địch.
Khái niệm Mặt trận thống nhất có trước nhất là do Engels đề xuất, Lenin đã phát triển nội hàm khái niệm Mặt trận thống nhất, khái niệm Mặt trận thống nhất vô cùng phong phú và có sẵn đặc sắc.
Trong các nước xã hội chủ nghĩa, Mặt trận thống nhất mặc dù do đảng Cộng sản Liên Xô đề xuất nhưng đơn vị của Mặt trận thống nhất ở các địa phương khác nhau thì có sự phát triển khác nhau, Mặt trận thống nhất của đảng Cộng sản Liên Xô chỉ kéo dài liên tục đến một quãng thời gian sau khi Liên Xô thành lập, sau khi Stalin lên nắm quyền và trong các phong trào chống cộng dần dần nổi dậy ở châu Âu, Mặt trận thống nhất về cơ bản đã theo hướng kết thúc, lại đúng lúc Liên Xô cũng tuyên bố đình chỉ chi viện cách mạng cộng sản sau khi giải thể, Mặt trận thống nhất ở hải ngoại cũng đã không còn xuất hiện ở trong chính trị quốc tế. Ở Trung Quốc đại lục, Mặt trận thống nhất thường được coi là đơn vị đồng tâm hiệp lực, nhịp nhàng ăn ý rất quan trọng của đảng Cộng sản Trung Quốc, còn gọi là "Mặt trận đoàn kết", chỉ đơn vị công tác đồng tâm hiệp lực, nhịp nhàng ăn ý, tiến hành cách mạng cộng sản giữa sắc tộc và các giai cấp, ngoài phụ trách thống nhất các thế lực địa phương trong lãnh thổ ra, cũng cài cắm tiểu tổ mặt trận thống nhất nhằm ăn rơ với nhau, đảm bảo rằng tất cả mọi người cùng nhất trí mục tiêu chính trị.
Mặt khác, cụm từ "thống chiến" trong khẩu ngữ của Đài Loan, thường chỉ đảng Cộng sản Trung Quốc lấy thủ đoạn chính trị để xúc tiến thống nhất Trung Quốc, nhưng trên thực tế đảng Cộng sản Trung Quốc hay xưng hô "Mặt trận thống nhất" là "do đảng Cộng sản Trung Quốc lãnh đạo, lấy giai cấp công nông làm cơ sở, bao gồm toàn thể người lao động xã hội chủ nghĩa, người xây dựng sự nghiệp xã hội chủ nghĩa, người yêu nước ủng hộ chủ nghĩa xã hội, liên minh người yêu nước ủng hộ Trung Quốc thống nhất và tận lực vì sự phục hưng vĩ đại của dân tộc Trung Hoa", giữa hai điều này có sự khác biệt khá lớn.

## Mặt trận thống nhất Quốc tế
Mặt trận thống nhất là liên hiệp các lực lượng chính trị và xã hội khác nhau trong cộng đồng quốc tế do chủ nghĩa Marx thiết lập, đặt dưới sự chỉ đạo lí luận của Mặt trận thống nhất Quốc tế.
Mặt trận thống nhất bắt nguồn từ tư tưởng quốc tế chủ nghĩa của Marx và Engels, do Lenin đề xuất có hệ thống sau khi Cách mạng Tháng Mười phát sinh. Sau khi chủ nghĩa Marx truyền bá vào Trung Quốc, đúng lúc cách mạng Trung Quốc phát triển, nó không ngừng hoàn thiện và bị Trung Quốc hoá. Ở các thời kì lịch sử khác nhau, người theo chủ nghĩa Marx lần lượt đã phát triển các Mặt trận thống nhất Quốc tế khác nhau như Đệ nhất Quốc tế, Mặt trận thống nhất Quốc tế Cộng sản chống phát-xít, Mặt trận thống nhất Quốc tế chống Nhật và Mặt trận thống nhất Quốc tế chống bá quyền, đặt dưới sự chỉ đạo lí luận và tư tưởng của Mặt trận thống nhất Quốc tế.
Cơ sở lí luận của Mặt trận thống nhất Quốc tế là tư tưởng đoàn kết quốc tế vô sản giai cấp của chủ nghĩa Marx–Lenin, khái niệm này xuất hiện đầu tiên nhân lúc Marx phát biểu về vấn đề Ba Lan vào năm 1847, về sau trong "Tuyên ngôn đảng Cộng sản" và "Nguyên lí chủ nghĩa cộng sản" cũng đều có nội dung liên quan đến chủ trương đó. Engels trong "Nguyên lí chủ nghĩa cộng sản" quả quyết nói rằng: "Cách mạng cộng sản chủ nghĩa là cách mạng thế giới, cho nên sẽ có nơi hoạt động tầm cỡ thế giới", việc thành lập Mặt trận thống nhất Quốc tế là vì mục đích truy tìm lợi ích chung ở mức độ lớn nhất cho toàn nhân loại, cho nên kêu gọi vô sản toàn thế giới, vùng dậy đoàn kết. Trong khoảng thời gian này, các Mặt trận thống nhất Quốc tế như Đệ nhất Quốc tế và Đệ nhị Quốc tế đã phát huy tác dụng trọng yếu. Sau khi Cách mạng Xã hội chủ nghĩa Tháng Mười ở Nga vào năm 1917, những người theo chủ nghĩa Marx gồm Lenin và Stalin đã tiến hành bổ sung và hoàn thiện lí luận Mặt trận thống nhất Quốc tế trong hình thế mới, đã đề xuất vấn đề sách lược của Mặt trận thống nhất và tư tưởng gia tăng đoàn kết quốc tế, tiến một bước đề xuất chủ trương "Vô sản toàn thế giới và dân tộc bị áp bức, vùng dậy đoàn kết". Thời kì này lần lượt đã thành lập Mặt trận thống nhất Quốc tế chống đế quốc và Mặt trận thống nhất Quốc tế Cộng sản chống phát xít. Sau khi hủ nghĩa Marx truyền bá vào Trung Quốc, đảng Cộng sản Trung Quốc lấy Mao Trạch Đông làm đại biểu, căn cứ vào điều kiện thực tế của Trung Quốc, xuất phát từ điều kiện cơ bản của đất nước, đã tiến hành viết mới và Trung Quốc hoá về lí luận Mặt trận thống nhất Quốc tế của chủ nghĩa Mác, ngoài ra còn sáng tạo thành lập Mặt trận thống nhất Quốc tế chống Nhật. Thời kì Chiến tranh Lạnh, nhằm phản đối hành vi bá quyền chủ nghĩa của siêu cường quốc, tranh thủ lợi ích chung của nhân dân toàn thế giới, Trung Quốc đã sáng lập Mặt trận thống nhất Quốc tế chống bá quyền nương dựa thế giới thứ ba, đoàn kết thế giới thứ hai và liên hiệp tất cả lực lượng có thể liên hiệp được trên toàn thế giới, cô lập và đả kích chủ nghĩa bá quyền.

## Tổ chức Mặt trận thống nhất chính trị chủ yếu
Không bao gồm liên minh chính đảng.
- Hội nghị Hiệp thương Chính trị Nhân dân Trung Quốc ( Trung Quốc)
- Mặt trận Dân chủ chủ nghĩa Thống nhất Tổ quốc ( Bắc Triều Tiên)
- Mặt trận Tổ quốc Việt Nam ( Việt Nam)

Nhật Bản
- Phe tả - Chính đảng Cách Tân
  - Liên minh thị dân yêu cầu bãi bỏ pháp chế an ninh và khôi phục chủ nghĩa lập hiến
- Phe hữu
  - Hội nghị Đoàn thể Ái quốc Toàn Nhật Bản
  - Quân tình nguyện Mặt trận thống nhất
  - Hội nghị Nhật Bản (Nippon Kaigi)